# Kapton
Kapton és una pel·lícula de poliimida que s'utilitza en circuits impresos flexibles (electrònica flexible) i mantes espacials, que s'utilitzen en naus espacials, satèl·lits i diversos instruments espacials. Inventat per la DuPont Corporation a la dècada de 1960, Kapton es manté estable (de manera aïllada) en una àmplia gamma de temperatures, des de 4 a 673 K (−269 a +400 °C) . Kapton s'utilitza en la fabricació d'electrònica, aplicacions espacials, amb equips de raigs X i en aplicacions d'impressió 3D. Les seves propietats tèrmiques favorables i les característiques de desgasificació donen com a resultat el seu ús habitual en aplicacions criogèniques i en situacions on s'experimenten entorns d'alt buit.
Kapton va ser inventat per DuPont Corporation a la dècada de 1960.

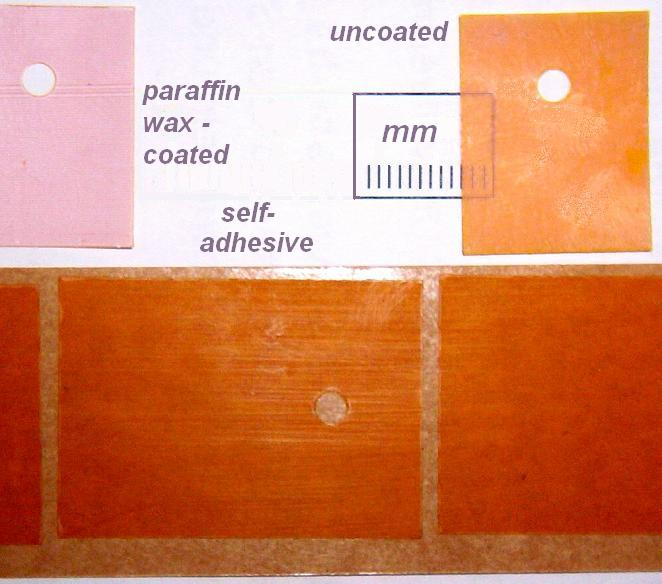
Coixinets tèrmicament conductors de làmina Kapton, gruix aprox. 0,05 mm.

El nom Kapton és una marca registrada d'EI du Pont de Nemours and Company.
La síntesi de Kapton és un exemple de l'ús d'un dianhídrid en la polimerització escalonada. El polímer intermedi, conegut com a àcid poli(àmic), és soluble a causa dels forts enllaços d'hidrogen als dissolvents polars utilitzats habitualment en la reacció. El tancament de l'anell es realitza a altes temperatures de 470–570 K (200–300 °C).
Kapton es manté estable (de manera aïllada) en una àmplia gamma de temperatures, des de 4 a 673 K (−269 a +400 °C).
La conductivitat tèrmica de Kapton a temperatures de 0,5 a 5 Kelvin és bastant alta per a temperatures tan baixes, κ = 4,638×10 −3 T 0,5678 W·m −1 ·K −1.